# Джефферсон (гора, Орегон)
Джефферсон (англ. Mount Jefferson) — потухший стратовулкан в США (штат Орегон), в центральной части Каскадных гор.
Высота над уровнем моря — 3199 м. Является второй по высоте вершиной в штате Орегон. Расположен в 169 км к востоку от города Корваллис. Вулкан с близлежащей территорией выделен в Национальный парк. Одна из наиболее эффектно выглядящих вершин штата.
Был назван в честь президента США Томаса Джефферсона.
Средняя высота местности вокруг Джефферсона от 1700 до 2000 м, что означает, что конус вулкана возвышается почти на 1,6 км над окружающей местностью. Конус состоит из тефры и лавы.
Неподалёку от Джефферсона расположен другой потухший вулкан.